# ARK Rewilding Nederland
ARK Rewilding Nederland (voorheen ARK Natuurontwikkeling of Stichting ARK) is een in 1989 opgerichte Nederlandse particuliere natuurorganisatie die onderzoek verricht en initiatieven neemt voor natuurbescherming en natuurbeheer, binnen maar ook buiten Nederland. De in Nijmegen gevestigde organisatie heeft de vorm van een stichting en er werken ongeveer 35 medewerkers.

## Aanpak
De nadruk bij het werk van ARK ligt op de realisatie van zogenaamde robuuste natuur, dat wil zeggen grote natuurgebieden die onderling verbonden zijn.  Geprobeerd wordt natuurbescherming te combineren met andere maatschappelijke doelen zoals waterveiligheid, landschapsontwikkeling, recreatie en water- of grondstoffenwinning.
Wat betreft type natuur stelt ARK zich geen doelen: ze ziet de ontwikkeling zelf als doel, zij het dat het wel moet gaan om  spontane, gebiedseigen, natuurlijke processen.
ARK ziet voor zichzelf vooral een initiërende en katalyserende rol. ARK werkt samen met allerlei grondeigenaren en heeft in principe zelf geen gronden in eigendom. Ook hecht ARK aan de betrokkenheid van het publiek en zeker kinderen bij de projecten. Er is  geen structurele financiering door de overheid; projecten worden door opdrachtgevers bekostigd of door speciale fondsen en de Nationale Postcode Loterij.

## Ontstaan
De start voor ARK vormde het plan voor Meinerswijk in opdracht van de gemeente Arnhem waarbij waren betrokken  Trudi Woerdeman, historicus/landschapsarchitect Willem Overmars, beheerder van het Utrechts Landschap Gerard Litjens en Wouter Helmer. De naam refereert aan de Ark van Noach. De officiële oprichtingsdatum van ARK en van het hiermee gelieerde ontwerpbureau Stroming was 23 juni 1989. 
Geïnspireerd door de ontwikkeling van de Oostvaardersplassen en de grote rivieren, meenden de oprichtere dat een nieuwe aanpak voor natuurbescherming en -beheer nodig was, uitgaande van de veerkracht van de natuur. Het was ook de kerngedachte achter het Plan Ooievaar, waarvan Overmars medeauteur is, dat een nieuwe aanpak voor het rivierengebied voorstelde. Het idee om natuur te ontwikkelen en meer ruimte voor natuurbeleving te vragen is door Helmer uitgewerkt in het essay ‘Filosofie van de Nacht’.

## Werkzaamheden
Ark is betrokken bij projecten voor natuurontwikkeling binnen en buiten Nederland.

### ARK in Nederland
In Nederland werkte ARK onder andere langs de Grensmaas, in het Kempen-Broek, langs de Waal, de Gelderse Poort, de Zuid-Hollandse duinen, het Geuldal met onder andere Ingendael en in IJsselmonde. ARK is betrokken bij het project 'Dood doet Leven', gericht op aaseters, en een project waarin Nederland wordt voorbereid op de zelfstandige immigratie van wolf (Canis lupus) en lynx. ARK nam eerder deel aan herintroductieprojecten van wisent, boomkikker, bever (Castor fiber) , Edelhert, otter en Atlantische steur.

### ARK in Europa
ARK is betrokken bij diverse Europese projecten, zoals de introductie van koniks in Engeland, natuur- en plattelandsontwikkeling in Bulgarije en Letland  en het project Rewilding Europe met het doel wildernisgebieden van minimaal 100.000 hectare te ontwikkelen.

### Educatie
Veel projecten van ARK gaan gepaard met educatieactiviteiten, in het bijzonder gericht op scholieren van het basisonderwijs.